# Paladin des âmes
Paladin des âmes (titre original : Paladin of Souls) est un roman de fantasy écrit par Lois McMaster Bujold et publié en 2003. En 2004, il a reçu les prix Hugo et Nebula du meilleur roman ainsi que le prix Locus du meilleur roman de fantasy. Il fait partie du Cycle de Chalion dont il constitue le deuxième tome, et se situe quelques années après Le Fléau de Chalion. Il n'y a cependant pas vraiment de continuité d'intrigue.

## Résumé
Trois ans ont passé depuis le tome précédent.
La mère de Ista est décédée et son frère aîné ne lui confie pas les clés du château de Valenda car elle est réputée d’esprit fragile. Or, elle accepte maintenant son don de double vision et compte profiter du reste de sa vie. Elle rêve donc de fuir ces murs pesants et suggère un pèlerinage sur des lieux saints. Ses proches s’y opposent et demandent l’arbitrage du chancelier Cazaril. Ce dernier répond favorablement et lui envoie Ferda et Foix dy Gurra, deux cousins, avec qui il a déjà voyagé, pour l’accompagner. 
Le temple délègue le jeune érudit obèse Chivar dy Cabon pour cheminer avec eux afin de leur servir de guide spirituel. 
Ista demande à Liss, une jeune messagère venue porter un courrier et dont elle vient de faire la connaissance, de se joindre à sa suite qu'elle veut réduite et sans ses déprimantes dames de compagnie habituelles. Elle souhaite baigner dans un environnement jeune et riant et part incognito, sous un nom d'emprunt. 
Foix tue un ours qui menaçait Ista. Il était habité par un démon qui s'empare de son corps mais il parvient à le maîtriser. 
Ils rencontrent une troupe ennemie de roknaris qui ne devaient pas se trouver si loin de leur territoire. L’arrivée d’Arhys dy Lutez, qui dirige la forteresse locale, leur permet de s’échapper.
Ista s’aperçoit que Cattilara, la femme d’Arhys, rend visite la nuit à Illvin dy Arbanos, le demi-frère de ce dernier par leur mère. Comme elle a rêvé de lui plusieurs fois, elle se fait raconter l’histoire de la blessure qui le maintient dans un état végétatif. Elle comprend alors quel sort lie ces trois personnes et la raison de sa présence.
L’arrivée hostile de la princesse douairière roknari Joen et de son fils Sordso, habités par des démons, et leur troupe, permettra de dénouer les sortilèges par l’urgence à laquelle il faut y faire face. 
Après des visions avec le dieu Bâtard, Ista acceptera son don d’extirper les esprits errants de leurs hôtes et en fera sa nouvelle vocation.

## Personnages principaux
- Ista : veuve du roi Ias, mère de Iselle qui dirige Chalion, âgée d’une quarantaine d’années.
- Arhys dy Lutez : march (dirigeant) de la forteresse de Porifors située sur les hauteurs de la frontière de Jokona.
- Illvin dy Arbanos : demi-frère de Arhys par leur mère.
- Ferda et Foix dy Gurra : hommes de confiance du chancelier Cazaril, soldats de l’ordre de la Fille.
- Chivar dy Cabon : divin érudit qui appartient à l’ordre du Bâtard.
- Liss : messagère qui porte les courriers officiels.
- Cattilara : femme d’Arhys.
- Goram : valet de Illvin, ancien capitaine de l'armée de Chalion.

## Thèmes abordés
La volonté de changement d’une personne face au regard de ses proches et son désir de profiter de la deuxième partie de sa vie sont la trame de ce récit raconté avec autodérision et humour.

## Éditions
- Paladin of Souls, HarperCollins, 23 septembre 2003, 464 p.  (ISBN 0-380-97902-0)
- Paladin des âmes, Bragelonne, 27 août 2004, trad. Mélanie Fazi, 384 p.  (ISBN 2-915549-03-6)
- Paladin des âmes, J'ai lu, 9 novembre 2006, trad. Mélanie Fazi, 541 p.  (ISBN 2290354147)

## Cycle de Chalion
- Le Fléau de Chalion
- Paladin des âmes
- La Chasse sacrée